# Nervo accessorio
Il nervo accessorio costituisce l'XI paio di nervi cranici; è un nervo somato-motore puro con una caratteristica unica tra i nervi cranici, poiché possiede sia una radice spinale (che proviene dal midollo spinale) sia una radice cranica (proveniente dal midollo allungato).
È denominato anche Accessorius Willii per essere stato descritto per primo da Thomas Willis.

## Radici
Il nervo accessorio è costituito dall'unione di due radici:
1) Radice Cranica (o encefalica o bulbare): l'origine è nella porzione più caudale del nucleo ambiguo detta nucleo del nervo accessorio craniale, posto nel bulbo (midollo allungato), essa è conseguenza dell'unione di una serie di radicole fuoriuscite dal solco posterolaterale del bulbo.
2) Radice Spinale: l'origine è nel nucleo del nervo accessorio spinale, posto inferiormente rispetto al nucleo precedente, si porta fino alle corna anteriori dei primi quattro/cinque mielomeri cervicali, essa è conseguenza dell'unione di una serie di radicole che fuoriescono dal solco anterolaterale di questi mielomeri.
La radice spinale, dirigendosi verso l'alto, attraversa il foro occipitale e si riunisce con la radice cranica (questo è l'unico tratto in cui le due componenti sono unite), per poi separarsi nuovamente una volta attraversato il foro giugulare: quella cranica  si addossa e si fonde con la componente somato-effettrice del nervo vago, distribuendosi a parte della muscolatura del palato molle e a parte della muscolatura laringea; mentre quella spinale innerva il muscolo sternocleidomastoideo e la parte cervicale del muscolo trapezio.